# Mordred

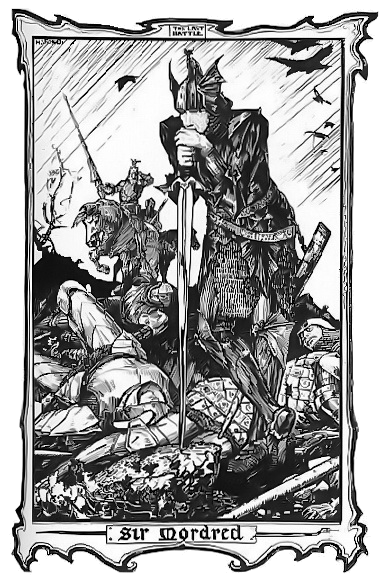
Mordred, Illustration von Henry Justice Ford

Mordred (walisisch Medrawd) ist eine Gestalt des Sagenkreises um König Artus. Nach verschiedenen Quellen ist er entweder ein Neffe oder der Sohn oder auch der Bruder von Artus.

## Überblick
Die früheste Erwähnung von Mordred findet sich in den Annales Cambriae, einer walisischen Chronik, die Teil einer überarbeiteten Fassung der Historia Brittonum ist. Diese Chronik erwähnt Mordred (unter der Namenform Medraut) im Zusammenhang mit der hier auf 537 n. Chr. angesetzten Schlacht von Camlann, in der Artus und Mordred umgekommen seien. Dass Mordred und Artus Kontrahenten waren, die sich in der Schlacht gegenseitig tödlich verwundet hätten, ist der kurzen Notiz der Annales Cambriae nicht zu entnehmen, sondern wird erst in späteren Werken der Artussage erwähnt.
Mordred findet auch Erwähnung in den Walisischen Triaden: In einer Triade, die auf Geoffrey of Monmouths Historia Regum Britanniae beruht, wird sein Verrat an Artus erwähnt. In einer anderen wird er als der Urheber einer der „drei hemmungslosen Verwüstungen der Insel Britannien“ bezichtigt. Er kommt zum Hof von König Artus zu Kelliwic in Cornwall, verschlingt alle Nahrung und Getränke und schleift sogar Gwenhwyfar (Guinevere) von ihrem Thron und misshandelt sie.
Über die Abstammung von Mordred gibt es drei Versionen: Die erste berichtet, dass er ein Sohn von Lot Luwddoc, König von Gododdin (in späteren Fassungen der Orkneyinseln), und seiner Frau Morgause, einer Halbschwester mütterlicherseits von Artus, gewesen sei (also sein Neffe). In der zweiten ist Mordred ein Sohn von Artus und Morgause, der von Lot adoptiert und aufgezogen wurde. In der dritten Variante sind Artus und seine zweite Halbschwester Morgan le Fay (die Fee) die Eltern von Mordred. Da Morgan Le Fay unverheiratet bleibt, adoptieren ihre Schwester Morgause und deren Mann Lot das Kind und ziehen es als ihr eigenes auf.
Der Magier Merlin weissagt in einer der Sagen, „dass Mordred eines Tages auf Artus' Thron sitzen werde“. Später wird Mordred einer der Ritter von Artus' Tafelrunde und gerät in Konflikt mit Lancelot. Die Gründe hierfür differieren in den verschiedenen Fassungen der Sage: Einerseits sind Lancelot, als bester Ritter und engster Freund von Artus, und Mordred, als dessen Sohn oder Neffe, Konkurrenten um die Nachfolge des Königs. Andererseits ist Lancelot als (vermeintlicher) Geliebter der Königin Guinevere ein ideales Mittel, um Artus und seine Ritter zu entzweien. In einer weniger bekannten Variante sind Lancelot und Mordred Konkurrenten um die Gunst der Königin Guinevere.
Mordred soll zwei- oder dreimal verheiratet gewesen sein: Zuerst mit Guinevak (walisisch: Gwenhwyvach), einer jüngeren Schwester von Guinevere (walisisch: Gwenhwyfar), danach mit Cwyllogm, einer Prinzessin von Gwynedd, und als drittes mit Guinevere selbst. Mit einer seiner Gemahlinnen soll er die Zwillingssöhne Melehan und Melou gezeugt haben.
Der dramatische Höhepunkt der Artussage ist Mordreds Verrat am König. Auch hier gibt es mehrere Varianten der Erzählungen: In einer setzt Artus nach Gallien (Frankreich) über, um dort Verbündete zu unterstützen oder um nach Rom zu ziehen. In einer anderen führt er Krieg gegen Lancelot, um dessen (vermeintlichen) Ehebruch mit Guinevere zu rächen.
Mordred wird von Artus als Statthalter in Britannien eingesetzt; er nutzt diese Position und Artus' Abwesenheit, um seine Macht auszubauen. Schließlich erklärt er Artus für tot und besteigt selbst den Thron. Als Grund soll eine schwere Niederlage von Artus in Gallien gelten, von der teilweise berichtet wird. In einer der vielen Spielarten der Geschichte vermählt sich Mordred anschließend mit Königin Guinevere.
Der Verrat oder die Niederlage in Gallien zwingen König Artus, nach Britannien zurückzukehren. Dort kommt es zwischen den Heeren der Widersacher zur Schlacht von Camlann, in deren Verlauf Artus von Mordred tödlich verwundet und dieser von Artus getötet wird. Die beiden Söhne Mordreds, Melehan und Melou, versuchen zwar, den Thron an sich zu reißen, werden aber von Lancelot und Bors erschlagen.

## Mordred als moderne Romanfigur
Mordred ist eine Romanfigur von Stephen King aus seinem Fantasywerk Der Dunkle Turm.
Mordred, eine Zwittergestalt aus Mensch und Riesenspinne, hat zwei leibliche Väter: den Romanhelden Roland (Welcher aus der Erblinie des Arthur Eld, einem Pendant zu König Arthur, stammt, was die Annäherung der Rolle Mordreds aus der Arthussage in Kings Romanreihe weiter verdeutlicht) und gleichzeitig dessen Haupt-Gegenspieler, den sogenannten Scharlachroten König, ein menschenähnliches Wesen mit glühend roten Augen.
In der Trilogie über die Artussage von Gillian Bradshaw, die die Romane „Falke des Lichts“, „Königreich des Sommers“ und „Die Krone von Camelot“ umfasst, tritt Mordred unter dem Namen Medraut auf. In diesem Romanzyklus wird Medraut von seiner Mutter Morgas zum Hass gegen Artus angestiftet und arbeitet blind daran, die Pläne seiner Mutter zur Zerstörung von Artus' Reich umzusetzen, so dass er dabei sogar die Liebe zu seinem Halbbruder Gawain verrät.
Auch in der Kinder- und Jugendbuchliteratur taucht die Figur des Mordred auf: Im Fantasyroman Der Winterprinz von Elisabeth E. Wein wird Mordred Medraut genannt und hat alle Qualitäten, um ein großer König wie sein Vater Artus zu werden. Doch seine inzestuöse Herkunft mit Artus' Halbschwester Morgause steht ihm im Weg; es kommt zu einer großen Rivalität zwischen ihm und seinem Halbbruder Lleu, dem Sohn von Artus und Guinevere.
Im Camelot-Roman Mordred, Sohn des Artus von Nancy Springer ist Mordred auf der Suche nach seiner Identität und will nicht der grausame Königsmörder werden, wie es das Schicksal verlangt. Er sucht die Liebe und Anerkennung seines königlichen Vaters, da seine Mutter Morgause ihn verachtet.
In der Fantasy-Trilogie „Mordred, Bastard Son“ von Douglas Clegg ist Mordred ein homosexueller Antiheld und erzählt seine Lebensgeschichte einem jungen Mönch als Preis für seine Freiheit.
Tad Williams verarbeitet das Motiv Mordred in seinem vierteiligen Science-Fiction-Roman „Otherland“ in Form des Antagonisten „John Dread“, der unter anderem den Spitznamen „More Dread“ (deutsch: Mehr Furcht) führt und Verrat an seinem vermeintlichen Großvater übt und diesen somit von dessen Herrscherposition entbindet, um selbst das Zepter zu übernehmen.
Bernard Cornwell arbeitet Mordred ebenfalls in seine Artus-Reihe ein. Dort ist Mordred ein Enkel von Uther Pendragon und damit Arthus' Neffe.
Johnny Capps hat in seiner Saga Merlin – Die neuen Abenteuer Mordred erstmals als kleinen Druidenjungen vorgestellt, der weder mit Uther oder Arthus Pendragon verwandt oder bekannt ist, sondern vielmehr mit Merlin selbst verbunden zu sein scheint.